# Iglesia de la Asunción (Benasal)
La iglesia de la Asunción de Benasal, en la comarca del Alto Maestrazgo, provincia de Castellón, es un lugar de culto catalogado como Bien de Relevancia Local, con la categoría de Monumento de interés local, con códigoː 12.02.026-008, según la Disposición Adicional Quinta de la Ley 5/2007, de 9 de febrero, de la Generalitat, de modificación de la Ley 4/1998, de 11 de junio, del Patrimonio Cultural Valenciano (DOCV Núm. 5.449 / 13/02/2007).
La iglesia pertenece al Obispado de Segorbe-Castellón y forma parte del Arciprestazgo 12, conocido como San Juan Bautista (con sede en Albocácer).

## Historia
El templo actual se alza en el mismo lugar donde en 1370 se erigió una iglesia, siguiendo los cánones del estilo gótico, cuya advocación era la Asunción de María, en la época del gran Maestre de la orden de Montesa Fray Pedro de Thous. A partir de los siglos XVII y XIX la iglesia fue objeto de reformas y ampliaciones siguiendo los planos de la iglesia de la Merced de Valencia. Durante guerra del 36 Benasal sufrió los bombardeos de la Legión Cóndor el 25 de mayo de 1938, lo cual supuso un grave deterioro para el edificio que quedó casi totalmente destrozado. Tras el conflicto bélico Regiones Devastadas desmontó los restos de la iglesia y se procedió a su total restauración-reconstrucción. No se pudo reabrir el culto hasta 1965.

## Descripción

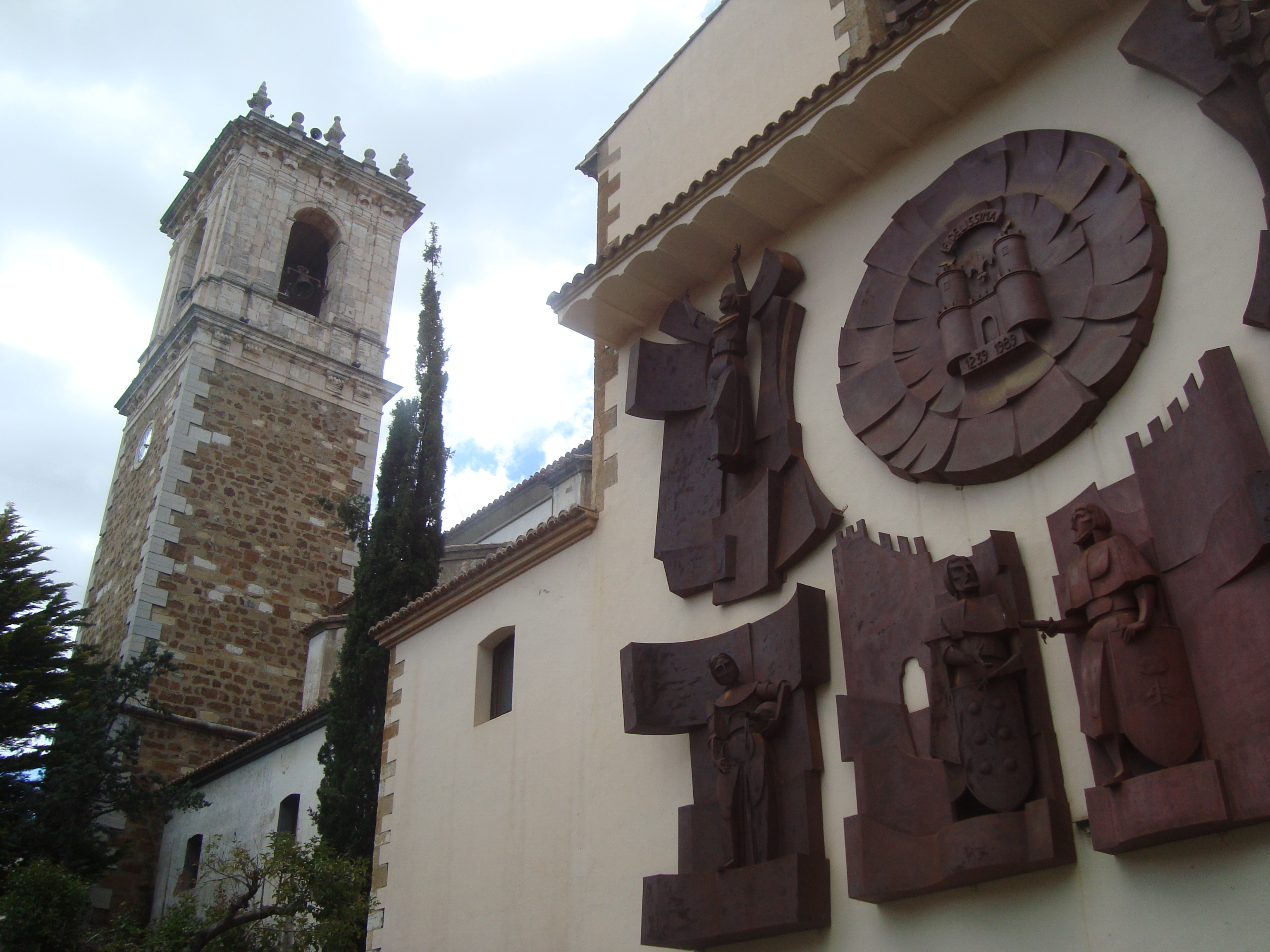
Iglesia de la Asunción

Pese a los daños padecidos durante los bombardeos, se conservó la portada barroca datada de 1677. La planta de la iglesia es de una única nave con capillas laterales, crucero y torre campanario de planta cuadrada ubicada a los pies del lado epístola, y que presenta una altura de 33 metros.
También se lograron conservar cuatro columnas de madera, tres de ellas grandes y una pequeña, que se suponen pertenecían al retablo del altar mayor de 1627 hecho por Jaume Domingo de Fortanet, y que tenía ocho lienzos, de los cuales tres eran obra de Jeroni Jacint Espinosa.
Posteriormente a la obra se añadieron diversas esculturas, como la Asunción situada en la hornacina de la portada, que es obra de José Gonzalvo Vives, realizada en hierro; o la “Última cena” que se localiza en la Capilla de la Comunión, hecha de hierro y cristal y datada de 1968.
En la fachada lateral situada en la misma plaza donde se ubica el Ayuntamiento pueden contemplarse un mural representativo de la historia del pueblo, obra también de Gonzalvo Vives.
También conserva parte de los tesoros de la parroquia, los cuales dan forma a un pequeño museo en el que se exponen ornamentos religiosos góticos y platerescos, y obras de orfebrería.
De entre las obras de orfebrería cabe destacar los cálices en plata labrada datados de entre los siglos XVI y XVIII; y las cruces procesionales, una de las cuales es del siglo XV y conserva la marca del Gremio de Plateros de Valencia, de estilo gótico; mientras que otra, datada el 1590, de origen castellano, es de estilo plateresco y presenta perfil trilobulado. En ambas cruces están representados San Roque, San Antonio Abad o San Cristóbal, de gran devoción en Benasal.
También se ha conservado parte del archivo, el cual posee importantes documentos como el Libro de Bautismos de 1536, que constituye el libro más antiguo, que corresponde a los Libros Parroquiales o Quinque Libri. También pueden encontrarse en él libros de diversa índole diversa así como papeles sueltos y un pergamino.